# シクドゥル (キプチャク部)
シクドゥル（モンゴル語: Šikdür、? - 1298年）は、キプチャク部出身で、13世紀末に大元ウルスに仕えた人物。『元史』などの漢文史料では昔都児(xīdōuér)と記される。

## 名称
シクドゥルの父のトクスンは軍籍にあって1262年（中統3年）に丞相バヤンの李璮討伐に功績を挙げ、この功績によって百人隊長の地位を与えられた。1273年（至元10年）トクスンは老齢を理由に現役を退き、息子のシクドゥルが父の地位を受け継いだ。
1274年（至元11年）、シクドゥルは南宋遠征に従軍し、襄陽府・唐州・鄧州・申州・裕州・鈞州・許州の攻略に参加して功績を挙げ、忠顕校尉・管軍総把の地位を授かり、また銀符を下賜されて父の軍を率いるようになった。1277年（至元14年）には叛乱を起こして応昌を包囲したコンギラト部のジルワダイ討伐に参加し、その後は更に北上して「シリギの乱」に参加したヨブクルを撃破した。1280年（至元17年）、以上の功績によって金符を賜り、昇進して武略将軍・侍衛軍百戸となった。この頃、既に滅ぼされた元南宋の領土には未だモンゴルに服属しない都城がいくつか存在したが、シクドゥルは省に自ら軍を率いてこれらの都城を平定せんと請願し、行省はその請願に従ったため、諸城は降った。
1287年（至元24年）には虎符を下賜され、宣武将軍・漢洞右江万戸府ダルガチとされた。同年秋7月には鎮南王トガンを総司令とする陳朝ベトナム遠征軍が編成され、シクドゥルは広西地方の洞軍を率いてこれに従軍することになった。冬10月、ベトナムとの国境に至ると、シクドゥルは右丞アバチの命によって兵を進め、城を落とすとともにその戦艦7隻を奪った。1288年（至元25年）春正月、モンゴル軍は興道王陳国峻が指揮するベトナム軍と塔児山で戦いを始め、シクドゥルは右腕に毒矢を受け血を流しながらも奮戦し、自らベトナム人20人余りを射殺すとともに諸軍を指揮しベトナム軍を大いに破った。4月には韓村堡の戦いで敵将の黄沢を捕虜としたが、その夜ベトナム軍の奇襲を受けた。シクドゥルはモンゴル軍に守りを固めるよう命じ、敵軍が奇襲の失敗を悟り退却しよとした所で陣営を出て攻撃を仕掛け、退却するベトナム兵を多数殺害した。戦後陣営に戻ったシクドゥルは木柵を立て見張りを増やし、ベトナム兵の再度の奇襲に備えた。
しかしベトナム兵のゲリラ先鋒にモンゴル軍は苦戦し、5月に鎮南王トガンは退却を始め、シクドゥルが退却の際の先鋒とされた。先行したシクドゥルは陥泥関でベトナム兵と戦ってこれを撃退し、遂に鎮南王を女児関に迎えることができた。その後、ベトナム兵4万余りが退却するモンゴル軍を追撃したとき、モンゴル軍は糧食に乏しく疲れ切っており、多くの将校も意気消沈していた中でシクドゥルのみは勇士を率いて奮戦し、ベトナム兵を20里余り退却させたため、モンゴル軍は遂に全軍が帰還することができた。ベトナム遠征は結果として全くの失敗に終わったが、鎮南王トガンはシクドゥルの労苦を憐れみ、枢密院の臣下に命じてシクドゥルの秩を上げるよう上奏させた。
1289年（至元26年）には虎符を下賜され、広威将軍・炮手軍匠万戸府ダルガチの地位を授けられた。1298年（大徳2年）に亡くなり、息子のエセン・テムル（也先帖木児）が後を継いだ。